# Веспер, Рудольф
Рудольф Веспер (нем. Rudolf Vesper); 3 апреля 1939, с. Нимен, округ Олау, гау Нижняя Силезия, Германия (ныне село Нимель в Олавском повяте, Польша)) — немецкий борец греко-римского стиля, чемпион Олимпийских игр, призёр чемпионатов мира и Европы, девятикратный чемпион ГДР  .

## Биография
С 1948 года занимался борьбой в клубе SG Ramsin села Рамсин (ныне часть города Саннесдорф-Бренна). В 1959 году переехал в Росток и начал выступать за ASK Vorwärts
В 1963 году остался вторым на чемпионате мира. 
На Летних Олимпийских играх 1964 года в Токио, выступая за Объединённую команду Германии, боролся в категории до 78 килограммов (полусредний вес). Выбывание из турнира проходило по мере накопления штрафных баллов. За чистую победу штрафные баллы не начислялись, за победу по очками при любом соотношении голосов начислялся 1 штрафной балл, любое поражение по очкам каралось 3 штрафными баллами, чистое поражение - 4 штрафными баллами. В схватке могла быть зафиксирована ничья, тогда каждому из борцов начислялись 2 штрафных балла.
Титул оспаривали 19 человек. В трёх схватках Рудольф Веспер набрал шесть очков и выбыл из турнира. 
| Круг | Соперник        | Страна | Результат | Основание                   | Время схватки |
| ---- | --------------- | ------ | --------- | --------------------------- | ------------- |
| 1    | Садао Казама    | Япония | Ничья     | (2 штрафных балла)          |               |
| 2    | Бертиль Нюстрём | Швеция | Поражение | По очкам (3 штрафных балла) |               |
| 3    | Митхат Байрак   | Турция | Победа    | По очкам (1 штрафной балл)  |               |

В 1967 году снова стал вторым на чемпионате мира. На чемпионате Европы 1968 года занял только пятое место. 
На Летних Олимпийских играх 1968 года в Мехико, выступая за команду ГДР, боролся в категории до 78 килограммов (полусредний вес). Выбывание из турнира проходило по мере накопления штрафных баллов. За чистую победу штрафные баллы не начислялись, за победу за явным преимуществом начислялось 0,5 штрафных балла, за победу по очкам 1 штрафной балл, за ничью 2 или 2,5 штрафных балла, за поражение по очкам 3 балла, поражение за явным преимуществом 3,5 балла, чистое поражение — 4 балла. Если борец набирал 6 или более штрафных баллов, он выбывал из турнира. 
Титул оспаривали 22 спортсмена. К финалу Рудольф Веспер подошёл с преимуществом в 1,5 балла в сравнении с конкурентом Мефоди Заревым, и в финале его устраивала и ничья, но он победил и стал чемпионом олимпийских игр. 
| Круг  | Соперник      | Страна   | Результат | Основание                  | Время схватки |
| ----- | ------------- | -------- | --------- | -------------------------- | ------------- |
| 1     | Даниэль Альба | Мексика  | Победа    | Туше (0 штрафных баллов)   | 2:05          |
| 2     | Даниэль Робен | Франция  | Победа    | По очкам (1 штрафной балл) |               |
| 3     | Карой Байко   | Венгрия  | Ничья     | (2 штрафных балла)         |               |
| 4     | -             | -        | -         | -                          |               |
| Финал | Мефоди Зарев  | Болгария | Победа    | По очкам (1 штрафной балл) | -             |

В 1970 году стал бронзовым призёром чемпионата Европы. 
По профессии был плотником, после окончания карьеры работал преподавателем и тренером. Живёт в Ростоке.